# Dorfkirche Cölpin

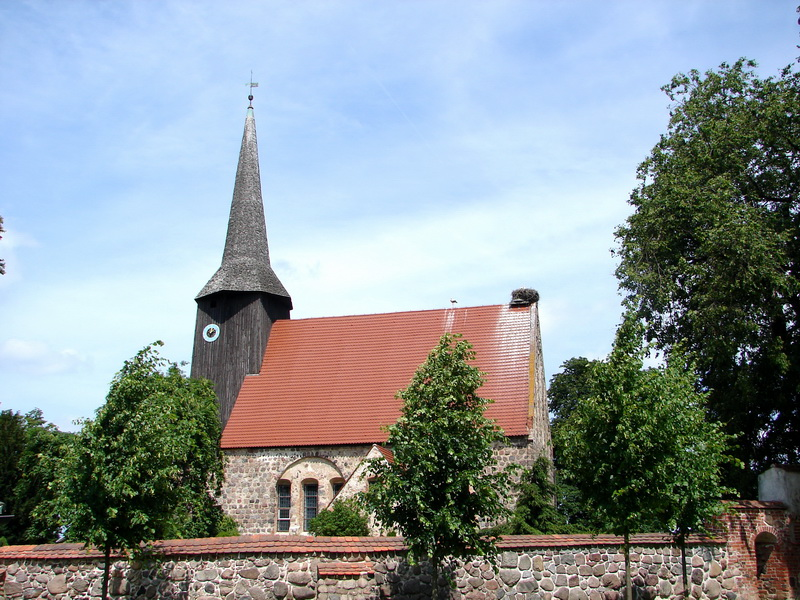
Kirche Cölpin

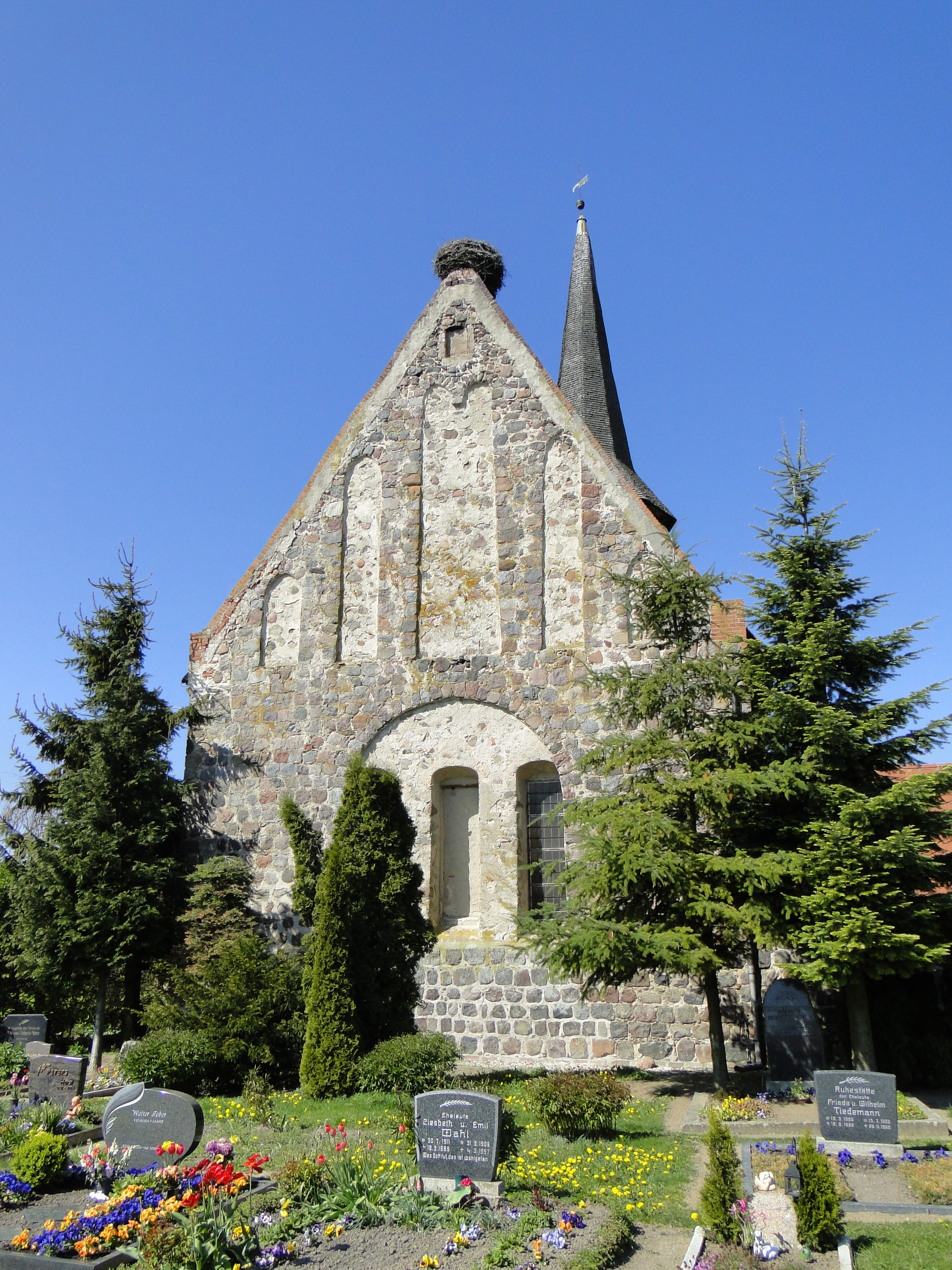
Ostansicht

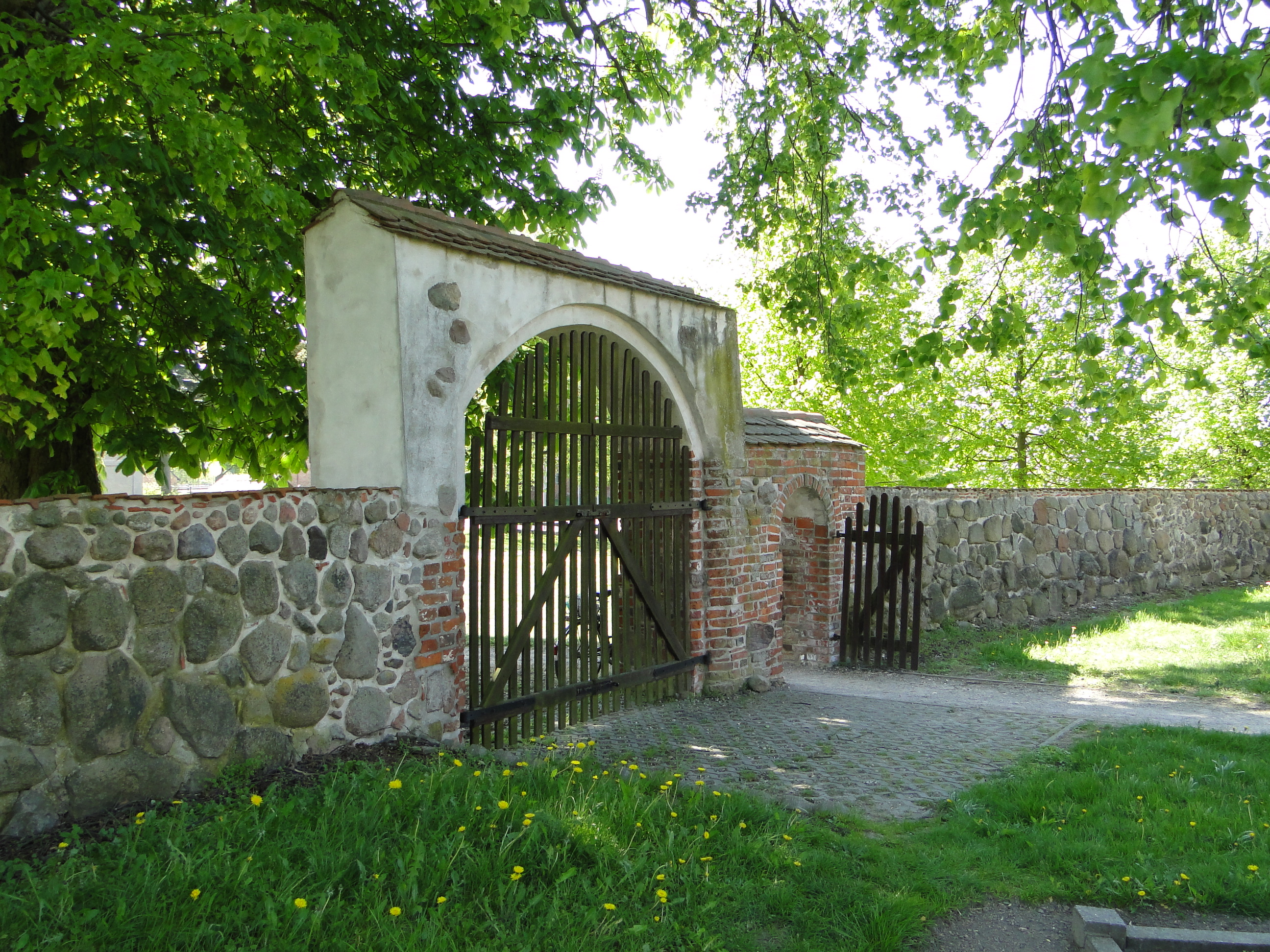
Kirchhofsmauer mit Tor

Die evangelische Dorfkirche Cölpin ist eine frühgotische Saalkirche in Cölpin im Landkreis Mecklenburgische Seenplatte in Mecklenburg-Vorpommern. Sie gehört zur Kirchengemeinde Alt Käbelich-Warlin in der Propstei Neustrelitz der Evangelisch-Lutherischen Kirche in Norddeutschland (Nordkirche).

## Geschichte und Architektur
Die Kirche ist ein Feldsteinbauwerk mit östlichem Blendengiebel und einer Sakristei im Norden aus der zweiten Hälfte des 13. Jahrhunderts. Der ursprüngliche Westturm von Schiffsbreite wurde im 15. Jahrhundert durch einen eingezogenen quadratischen Turm ersetzt; er trägt einen verbretterten Aufsatz mit achteckigem Helm aus der Mitte des 17. Jahrhunderts. Die südliche Vorhalle entstand vermutlich um 1500. Das Innere wird durch Dreiergruppen von Fenstern unter Rundbogenblenden erhellt, die bei der Erneuerung 1792 zu Korbbogenfenstern verändert wurden. Gleichzeitig wurde das ganze Bauwerk verputzt, im Innern eine flache Putzdecke unter hoher Kehle eingezogen und die Ausstattung ergänzt. Drei Fenster vom Ende des 19. Jahrhunderts im Norden zeigen Darstellungen von Mose, Petrus im See Genezareth und Johannes dem Täufer. Im Jahr 1990 wurde das Innere renoviert, im Jahr 1994 erfolgte eine Sanierung von Turm und Kirchendach.

## Ausstattung
Das Hauptstück der Ausstattung ist ein säulenflankierter Kanzelaltar mit Gehege aus dem Jahr 1792. Im Durchblick hinter dem Kanzelkorb ist ein spätgotischer Schnitzaltar von 1502 angebracht. Er zeigt die apokalyptische Madonna und Heilige im Mittelschrein sowie in den Flügeln Apostel. Die Predella mit Inschrift kann in der Mitte geöffnet werden und zeigt an den Türinnenseiten Gemälde des Abendmahls und der Auferstehung, die 1763 von Franz Vurstinge geschaffen wurden. Aus der Zeit des Umbaus stammen auch die Orgelempore und der zweigeschossige Logenprospekt an der Südseite.
Der Orgelprospekt aus dem Jahr 1747 ist mit Posaunenengeln, Darstellungen von Adam und Eva und dem Allianzwappen von Dewitz und von Raven versehen. Die heutige Orgel ist ein Werk von Ernst Sauer aus dem Jahr 1856 mit neun Registern auf einem Manual und Pedal.
Ein Kruzifixus stammt aus der Zeit um 1500. Die Türen vom Südportal, der Sakristei und zweier Sakramentshäuser sind mit schmiedeeisernen Beschlägen ausgestattet und stammen vermutlich aus dem 15. Jahrhundert.
Eine silbervergoldete Patene wurde im 15. Jahrhundert geschaffen, ein silberner Kelch stammt aus dem 18. Jahrhundert und eine zinnerne Schale von 1722. Ein hölzernes, vergoldetes Leuchterpaar wurde zu Beginn des 19. Jahrhunderts hergestellt. Drei Glocken wurden 1567 von Joachim Teskendorf, im Jahr 1573 und 1734 geschaffen, die letztere von Michael Begun aus Friedland.
Eine Kirchhofsmauer mit einem schlichten Portal vom Anfang des 16. Jahrhunderts friedet den Kirchhof ein.